# Delfinat
Delfinat (franc. Dauphiné) – kraina historyczna w południowo-wschodniej Francji, położona pomiędzy Rodanem a głównym grzbietem wododziałowym Alp, w dorzeczu rzek Isère z dopływami Drac i Romanche, Drôme oraz górnej Durance, ze stolicą w Grenoble. Dawna prowincja, obejmująca w przybliżeniu tereny dzisiejszych departamentów Isère, Drôme i Hautes-Alpes. Jej północną granicę wytyczał Rodan, który oddzielał ją od Bresse i Bugey, na wschodzie graniczyła z Sabaudią i Piemontem, na południu - z hrabstwem Venaissin i Prowansją, granicę zachodnią wyznaczał Rodan na południe od Lyonu. Prowincja dzieliła się zwyczajowo na tzw. Górny Delfinat (alpejski, franc. Haut Dauphiné) i Dolny Delfinat (część nizinna, franc. Bas Dauphiné). Stanowiła lenno królestwa Burgundii (Arelatu), a następnie korony francuskiej.

## Historia
W 1011, 21 lat przed swoją śmiercią, Rudolf III Próżniak (Rodolphe III), ostatni władca tzw. drugiego królestwa Burgundii (Arelatu), zapisał w testamencie hrabstwo Viennois Brochardowi, arcybiskupowi Vienne. W 1029 ten ostatni, zbyt stary by dalej rządzić, podzielił włości pomiędzy swoich bratanków: książę Maurienne, Humbert I Białoręki (fr. Humbert aux Blanches Mains) otrzymał północną część hrabstwa, przyszłą Sabaudię, a Guigues Le Vieux (franc. Stary), pan Vion i hrabia d’Albon, późniejszy Guigues I, otrzymał część południową – przyszły Delfinat. Poza Viennois Guigues I władał terenami Grésivaudan, Oisans i Champsaur. W 1039 przyłączył do swych ziem leżący w górnym biegu rzeki Durance region Briançonnais (od miasta Briançon), pozostający dotychczas pod kontrolą cesarza Henryka III. W 1110 nazwa „Dauphin” po raz pierwszy pojawiła się w dokumencie.
Po śmierci pierwszego Delfina w 1142 władzę w charakterze regentki przejęła jego żona, Małgorzata Burgundzka, a po uzyskaniu pełnoletniości – ich syn Guigues V. Ten ostatni, brylujący na dworze cesarza Fryderyka I, nie rządził jednak długo: zmarł w 1162 i władzę ponownie przejęła Małgorzata. Przekazała ją swemu wnukowi, bratankowi Guiguesa V, imieniem André (franc. Andrzej). Ten, przyjąwszy imię Guigues VI, uczynił w 1192 z przydomku Delfina tytuł senioralny. W 1202 przyłączył do swych włości kolejne tereny leżące w dorzeczu Durance: Gapençais (od miasta Gap) i l'Embrunais (od miasta Embrun). Po jego śmierci w 1236 władzę objął syn, Guigues VII, który m.in. umieścił w swym herbie wyobrażenie delfina. Poprzez małżeństwo z Béatrice, córką hrabiego Sabaudii, włączył przejściowo (1268–1343) do Delfinatu ziemie Faucigny.
Guigues VII zmarł w 1269 lub 1270 r., zostawiając tylko jednego syna, Jana (franc. Jean) I (1264 – 1282, w dodatku bezpotomnego, na którym wygasła linia burgundzka hrabiów Delfinatu. W tym czasie Humbert de la Tour du Pin (1240–1307), hrabia Viennois i młodszy syn Alberta III objął władzę po swym bracie Albercie IV. W 1273 poślubił on Annę, córkę Guiguesa VII, zaś w 1282 objął całość ziem Viennois i jako Humbert I został kolejnym Delfinem. Przyłączywszy swoją baronię de La Tour do Delfinatu Humbert I przeciął łączność między Bresse a Sabaudią, dwiema domenami domu sabaudzkiego. Doprowadziło to do wojny z Filipem I, hrabią Sabaudii, trwającej do 1286 r. i zakończonej pokojem podpisanym w Paryżu. Kolejna wojna z Sabaudią wybuchła jednak jeszcze tego samego roku i trwała do 1293. Humbert utrzymywał jednak dobre stosunki z królem Francji Filipem Pięknym, który był jego protektorem w sporach z władcami Burgundii i Sabaudii, a także z Kościołem: pan Delfinatu był trzykrotnie obłożony kościelną ekskomuniką, co jednak nie przeszkodziło mu dokonać żywota w klasztorze Val Ste Marie w 1306 r. W czasie jego panowania w 1285 r. posiadłości Delfinów po raz pierwszy nazwano Delfinatem.
Po Humbercie I Delfinatem władał jego syn Jan (franc. Jean) II de La Tour du Pin (1280–1318), który umocnił granicę z Sabaudią poprzez ufortyfikowanie granicznych miast La Buissière i Avalon. Po nim, do swej śmierci podczas oblężenia zamku La Perrière, rządził Guigues VIII (1309–1333). Jego brat i następca, Humbert II był ambitny, ale rozrzutny i utrzymywał dwór godny królów. Mnożył fundacje religijne, szafował ofiarami na kościoły i klasztory. Ufundował uniwersytet w Grenoble (1339), był mecenasem artystów i ludzi pióra. W 1349 Humbert II, po udziale w wojnach krzyżowych znajdujący się w krytycznej sytuacji finansowej, zdecydował się sprzedać swe państwo. Z okazji skorzystał natychmiast król Francji Filip VI. Akt sprzedaży, podpisany 16 lipca w Lyonie, opiewał na kwotę 200 tys. florenów i dodatkowo zapewniał Humbertowi dożywotnią rentę w wysokości 24 tys. liwrów rocznie.
Delfinat stał się odtąd aż do 1628 r. dobrami lennymi korony, przydzielanymi kolejnym następcom tronu francuskiego (najstarszemu synowi dynastii). Stąd też następców francuskiego tronu nazywano „Delfinami”. W XVI wieku Delfinat stał się areną walk religijnych między katolikami a hugenotami. Jako jednostka administracyjna istniał do 1790 r.

## Delfinowie Viennois

### Ród de Albon
- Guigues I d’Albon Stary (ok. 1000–1070),
- Guigues II d’Albon Gruby (ok. 1020–1079),
- Guigues III d’Albon Hrabia (ok. 1050–1133),
- Guigues IV d’Albon Delfin (ok. 1095–1142),
- Guigues V d’Albon (ok. 1120–1162),
- Béatrice d’Albon (1161–1228).

### Dynastia burgundzka
- Guigues VI z Viennois (1184–1237),
- Guigues VII z Viennois (ok. 1225–1269),
- Jan I z Viennois (1263–1282),
- Anna z Viennois (1255–1298).

### Ród la Tour du Pin
- Humbert I z Viennois (ok. 1240–1307), mąż Anny z Viennois,
- Jan II z Viennois (1280–1318),
- Guigues VIII z Viennois (1309–1333),
- Humbert II z Viennois (1312–1355). 
  - tytuł przeszedł na następców tronu Francji, nazywanych Delfinami Francji.